# الخالف (تعز)
الخالف هي إحدى قرى الجمهورية اليمنية. وهي تتبع جغرافيًا لمحافظة تعز. وإداريًا لمديرية ماوية. يبلغ تعداد سكانها 1481 نسمة حسب الإحصاء الذي جرى عام 2004.